# Кырыккез
Кырыккез — некрополь в Бейнеуском районе Мангистауской области Казахстана. Расположен в 12 км к северо-востоку от села Шайыр.
Ранее рядом с некрополем располагался аул, также носивший название Кырыккез.
Надгробия датируются XVIII—XIX веками, но по другим данным, наиболее ранние захоронения датируются XVI веком. В западной части расположены пирамидообразные койтасы, упттасы, бестасы, бесиктасы, украшенные орнаментами.
На территории некрополя похоронен Кашаган Куржиманулы, известный казахский акын и жырау. Здесь же находятся могилы других представителей его рода.
Некрополь Кырыккез входит в список памятников истории и культуры местного значения Мангистауской области.